# Norishalle

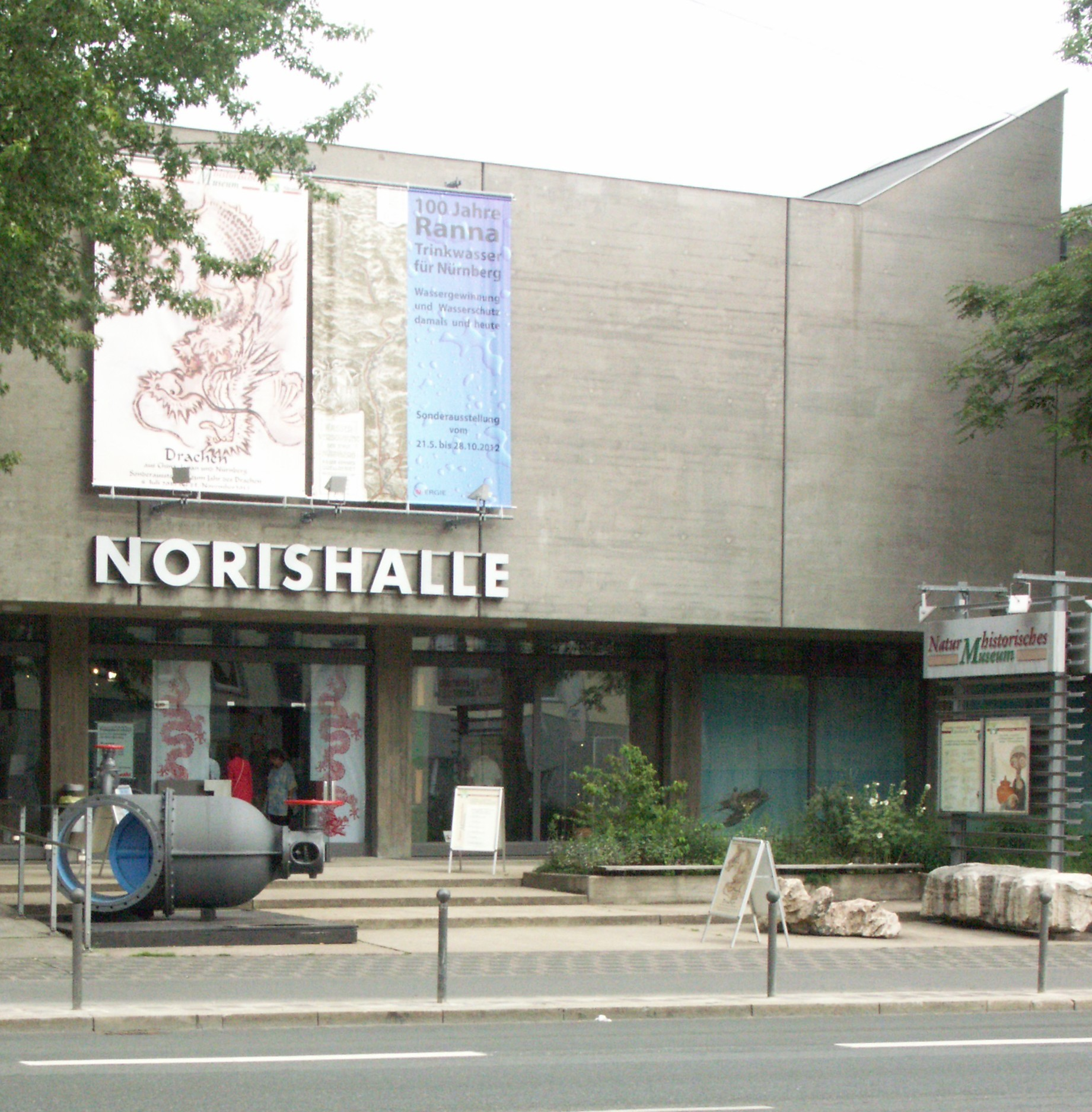
Norishalle, Nürnberg; Sitz der NHG

Norishalle 2014, vom Südosten aus gesehen

Die Norishalle Nürnberg ist ein 1967 errichtetes Gebäude zur kulturellen Nutzung in Nürnberg. Sie beherbergt die Naturhistorische Gesellschaft Nürnberg und das Stadtarchiv Nürnberg.
Sie liegt am östlichen Rand der Altstadt am Marientorgraben, nahe dem Gewerbemuseum, südlich der Pegnitz.

## Vorherige Norishallen
Die erste Norishalle wurde 1882 als Kunsthalle der Bayerischen Landes-Gewerbe-Industrie und Kunstausstellung im Stadtpark eröffnet.
Nach ihrem Abriss entstand am heutigen Standort (Gewerbemuseumsplatz) ein Neubau, der bis 1897 das Bayerische Gewerbemuseum beherbergte.
Der geschichtsbewusste Nürnberger Bürgermeister Georg von Schuh konnte 1899 die eisenbahnhistorische Sammlung der Königlich Bayerischen Staatseisenbahnen von München nach Nürnberg holen. Als ersten Standort überließ er der Bahnverwaltung unentgeltlich die damalige Norishalle am Marientorgraben. Das Museum entwickelte sich zum Verkehrsmuseum Nürnberg und zog 1927 in einen repräsentativen Bau um.
Anschließend wurde die Norishalle, deren Name sich erst in den 1920er Jahren durchsetzte, zur Kunsthalle für Ausstellungen zeitgenössischer Kunst umgebaut. Eine Auswahl:
- 12. Apr. bis 2. Sept. 1928: Ausstellung deutscher Kunst der Gegenwart 1928
- 1931: Nordbayerische Kunstausstellung
- 1934: Nordbayerische Kunstausstellung
- 1935: „Kunst und Eisenbahn“

Die Halle wurde im Zweiten Weltkrieg völlig zerstört.

## Die heutige Norishalle
Am Marientorgraben, neben dem Gewerbemuseum, wurde von der Landesgewerbeanstalt Bayern von 1965 bis 1969 die neue Norishalle errichtet, ein von Heinrich Graber entworfener moderner Bau in Sichtbetonbauweise. Ursprünglich waren entlang des Marientorgrabens weitere Kulturbauten geplant, die Norishalle allein jedoch wurde umgesetzt.
In den Bau zogen 1969 die Patent- und Normenauslegestelle sowie das Grundbauinstitut der LGA ein. Die Norishalle beherbergt Ausstellungsräume mit wechselnden Ausstellungen – als Veranstaltungsort wurde oft „Kunsthalle Nürnberg in der Norishalle“ angegeben.
So war hier die „Triennale der Zeichnungen“ von 1979 bis 1988 zu Gast, gefolgt von den „Museumsskizzen“ (1989–1993) mit begleitenden Kunstgesprächen.
Ebenso fanden hier die Präsentationen des Nachwuchskünstlerpreises der Renta-Gruppe statt:
- 1985: Thomas Schadt
- 1989: Ulrich Waibel, Norbert Radermacher
- 1991: Marcel Odenbach für seine Video-Installation „Wenn die Wand an den Tisch rückt“[4]
- 1992: Neo Rauch, Martin Honert
- 1994: Iris Häussler
- 1997: Pipilotti Rist

Nach einem Umbau des Hauses von 1997 bis 2000 zogen die Naturhistorische Gesellschaft Nürnberg und das Stadtarchiv Nürnberg ein.
Vom 28. Oktober 2007 bis 17. Februar 2008 fand hier eine Ausstellung zur Himmelsscheibe von Nebra statt. Zu sehen war dabei eine Reproduktion der Sonnenscheibe in dem Zustand, wie sie von den Raubgräbern entdeckt wurde.